# Acetolito

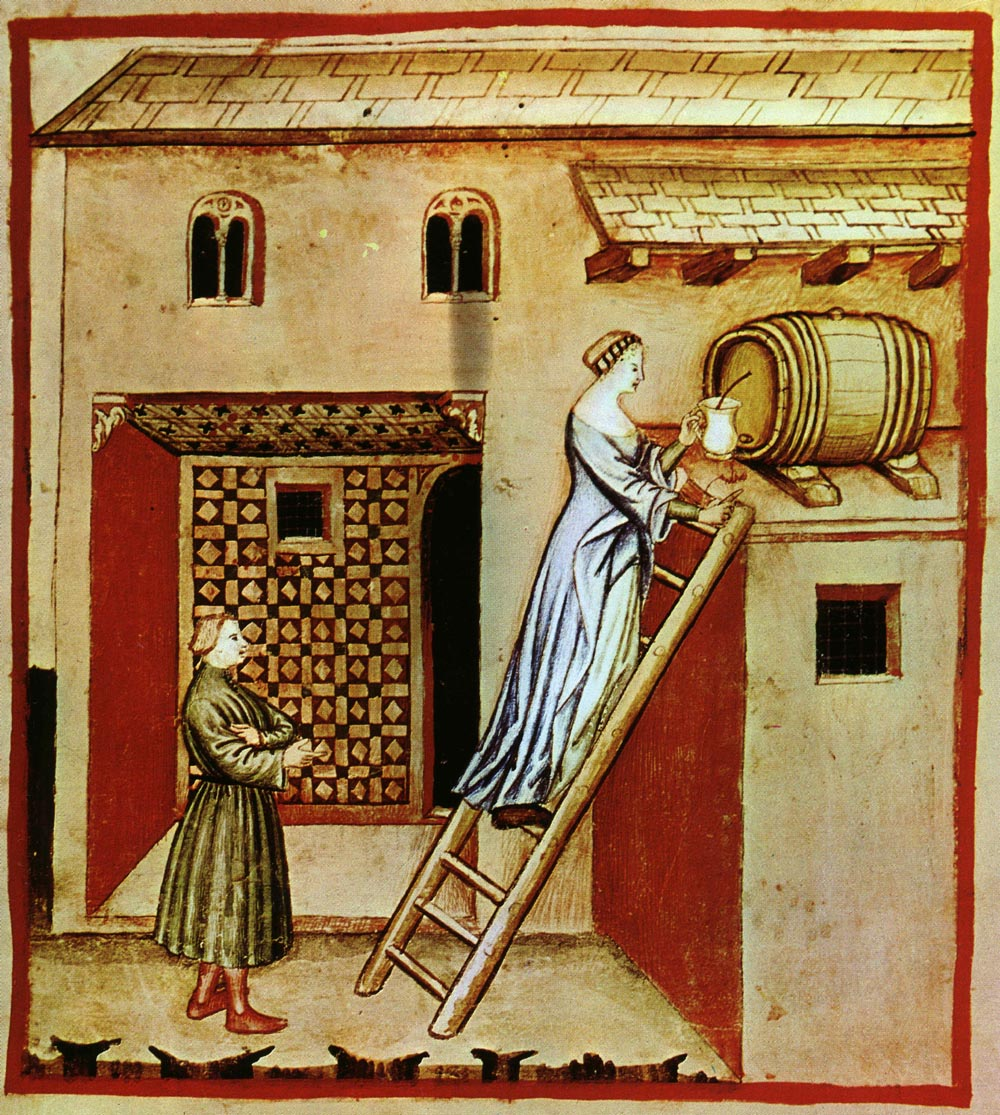
Aceto, tacuinum sanitatis casanatensis (XIV secolo)

L'acetolito o aceto medicinale è stato utilizzato, nel corso dei secoli, come medicamento per porre rimedio all'aria corrotta e impestata.
Nicolas Lémery nel 1719,  riteneva l'aceto un buon preservativo, e consigliava di prenderne una dose di un cucchiaio a digiuno, stando solo attenti alle malattie provenienti dagli umori tartarei, come le malinconie ipocondriache, che l'aceto poteva aggravare, perché tendeva a fissare gli umori.
È consigliabile l'utilizzo dell'aceto di vino bianco. 
La pianta secca va macerata con un rapporto fra pianta e solvente (aceto) di 1 a 10.